# Mário Cal Brandão
Mário Cal Brandão (Porto, 25 de março de 1910 — Porto, 21 de outubro de 1996) foi um advogado e político português.
Destacado resistente antifascista, de ideais republicanos e socialistas. Foi iniciado em 1928 na Loja maçónica 'A Revolta', de Coimbra. Teve um longo percurso maçónico. Em 1980, foi candidato a Grão-mestre do Grande Oriente Lusitano. Tinha então o grau 33º do REAA.
Foi no escritório dos maçons Mário Cal Brandão e de António Macedo ,conhecido como "A Toca", que o Partido Popular Democrático também tem, em parte, a sua génese, nos meios republicanos do Porto, alguns maçons, como Artur Santos Silva (pai), e outros republicanos mas sem serem maçons, como Mário Montalvão Machado, defendiam a ideia de criar um partido social-democrata de tipo europeu.
Foi agraciado com os graus de Grande-Oficial da Ordem da Liberdade (30 de outubro de 1987) e de Grande-Oficial da Ordem Militar de Cristo (10 de junho de 1991).